# 향린교회

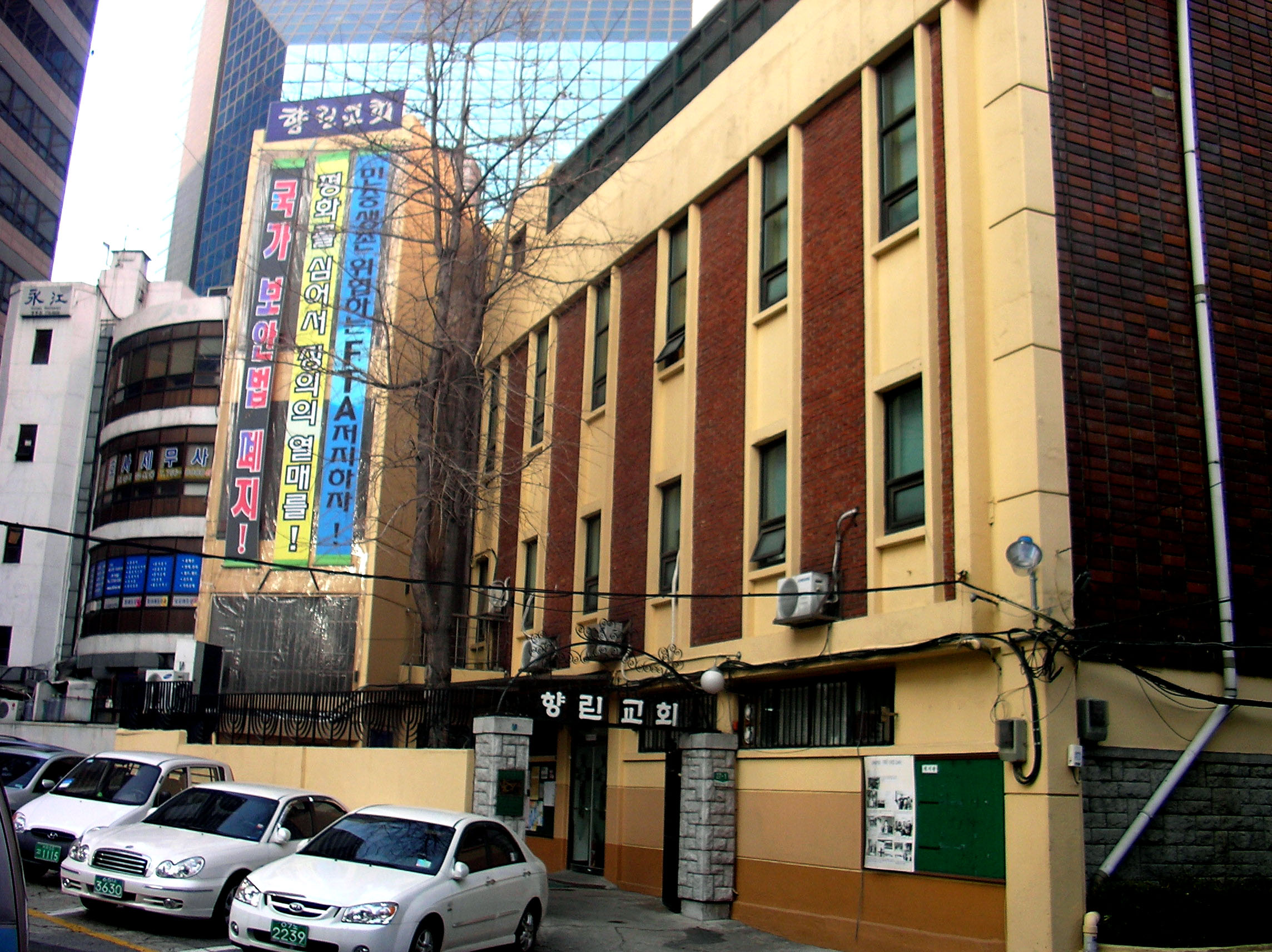
향린교회

향린교회(香隣敎會)는 대한민국의 개신교 교회이다. 향린교회에서 분가된 교회들과 구별하여 '명동향린교회'라고도 부른다. 한국기독교장로회에 속한다.

## 개요
일정 신도수가 목표에 도달하면 교회를 분립하고 낮아지려는 향린교회만의 고유한 신조로 규모는 그다지 크지 않지만 대한민국 민주화 역사에서 빼놓을 수 없는 개신교 교회이다. 한국기독교장로회 소속이며 서울 중구 을지로2가에 있다.
초창기에는 생활공동체의 모습을 띠고 있었다. 목사를 청빙하지 않고 본인들끼리 신앙을 지켜나가는 수도원 신앙과 같은 엄격한 모습에서는 점차 이탈하여 지금은 목사와 전도사를 청빙하고 일반 교회와 같은 곳이 되었으나, 여전히 기독교 정신에 따른 활발한 사회 참여와 해고 노동자 등 소외된 사람들에 대한 연대, 평신도들이 주축이 된 목회운영위원회 조직과 담임목사와 장로의 임기제 도입 등 민주적인 교회 운영 방식과 투명한 재정 공개로 유명하다. 남북 관계와 통일 문제에 대한 진보적 시각을 유지하고 있고, 국악 찬송가를 사용함으로써 국악 예배를 보급하는 일 에도 앞장서 왔다.
1대 김호식 목사, 2대 홍근수 목사에 이어 3대 담임목사를 역임한 조헌정 목사는 할아버지인 조승제 목사가 일제강점기 말기에 장로교회가 친일화될 때 이에 협조한 사실을 공개적으로 인정하여 화제가 되기도 했다. 그리고 2013년 섬돌향린교회를 분립시켰다. 2017년 7월 23일 김희헌 목사가 4대 담임목사로 취임하였다.

## 향린공동체교회
향린교회에서 분가한 4개 교회가 향린공동체교회로 활동하는 중이고, 모두 한국기독교장로회 소속이다.
- 향린교회
- 강남향린교회
- 들꽃향린교회
- 섬돌향린교회

## 같이 보기
- 한국기독교장로회
- 강정구
- 강희남
- 공동번역성서
- 김춘배
- 김호식
- 성공회 서울주교좌대성당
- 안병무
- 이영환
- 장하구
- 최문환
- 홍근수
- 홍창의

## 참고자료
- “향린교회의 목회와 선교”. 향린교회. 2008년 5월 6일에 확인함.[깨진 링크(과거 내용 찾기)]
- 조연현 (2005년 3월 16일). “서울 향린교회 조헌정 목사”. 한겨레. 2008년 4월 5일에 원본 문서에서 보존된 문서. 2008년 5월 6일에 확인함.